# قطعنامه ۲۹۰ شورای امنیت
قطعنامه ۲۹۰ شورای امنیت سازمان ملل متحد که در تاریخ ۰۸ دسامبر ۱۹۷۰ تصویب شد، سندی بین‌المللی دربارهٔ شکایت توسط گینه است. این قطعنامه طی نشست ۱٬۵۶۳ام
با ۱۱ موافق،۰ مخالف و۴ ممتنع تصویب شد.